# Csaba Winkfein
Csaba Winkfein (ur. 17 października 1978 w Ostrzyhomiu) – węgierski polityk, działacz Węgierskiej Partii Socjalistycznej, deputowany krajowy.

## Życiorys
W 2001 ukończył socjologię na Katolickim Uniwersytecie im. Pétera Pázmánya. Odbył też studia podyplomowe na Uniwersytecie im. Loránda Eötvösa w Budapeszcie. Pracował m.in. w logistyce i samorządzie. Wstąpił do Węgierskiej Partii Socjalistycznej. W wyborach w 2006 uzyskał mandat posła do Zgromadzenia Narodowego, który wykonywał do 2010. Nie uzyskał reelekcji, powrócił do pracy zawodowej. Awansował jednocześnie w strukturze partyjnej, wchodząc do zarządu krajowego MSZP.